# Szegett tapló
A szegett tapló (Fomitopsis pinicola) a Fomitopsidaceae családba tartozó, az egész világon megtalálható, fenyők és lombos fák elhalt törzsén élő, nem ehető gombafaj. 

## Megjelenése
A szegett tapló termőteste általában 10-20 cm széles 5-15 cm vastag és 5-10 cm-re nyúlik ki az aljzatból, de ritkán akár 40 cm szélesre is megnőhet. Konzolos, félkör vagy kagyló alakú, de gyakran pataszerűen megvastagodik. Felszíne csupasz, fiatalon lakkszerű réteggel, idősen ráncos. Széle fiatalon lekerekített, később éles. Körkörösen zónázott, színe a közepén szürke, majd kifelé haladva vörösbarnára, barnássárgára halványodik, növekedésben lévő széle pedig fehéres, sárgás. 
Alsó termőrétege csöves. Évente úgy réteget fejleszt, amelyek egymásra rétegződnek. A pórusok szűkek 3-4 jut egy mm-re. Színe krémszínű, majd barna.
Húsa vastag, kemény, fás, krém vagy okkerszínű. Íze kesernyés, szaga erős, dohos. 
Spórapora fehér. Spórája hengeres, sima, inamiloid, mérete 6-9 x 3,5-4,5 µm.

### Hasonló fajok
A bükkfa-tapló, az óriás lakkostapló vagy a ritka rézvörös lakkostapló hasonlít hozzá.

## Elterjedése és termőhelye
Az Antarktisz kivételével minden kontinensen előfordul. Magyarországon nem gyakori.
Főleg fenyőfák (leginkább luc), ritkábban lombos fák (pl. éger, nyír) elhalt törzsén él, azok anyagában barnakorhadást okoz. Néha a meggyengült élő fák parazitája lehet. Termőteste évelő, egész évben látható. 

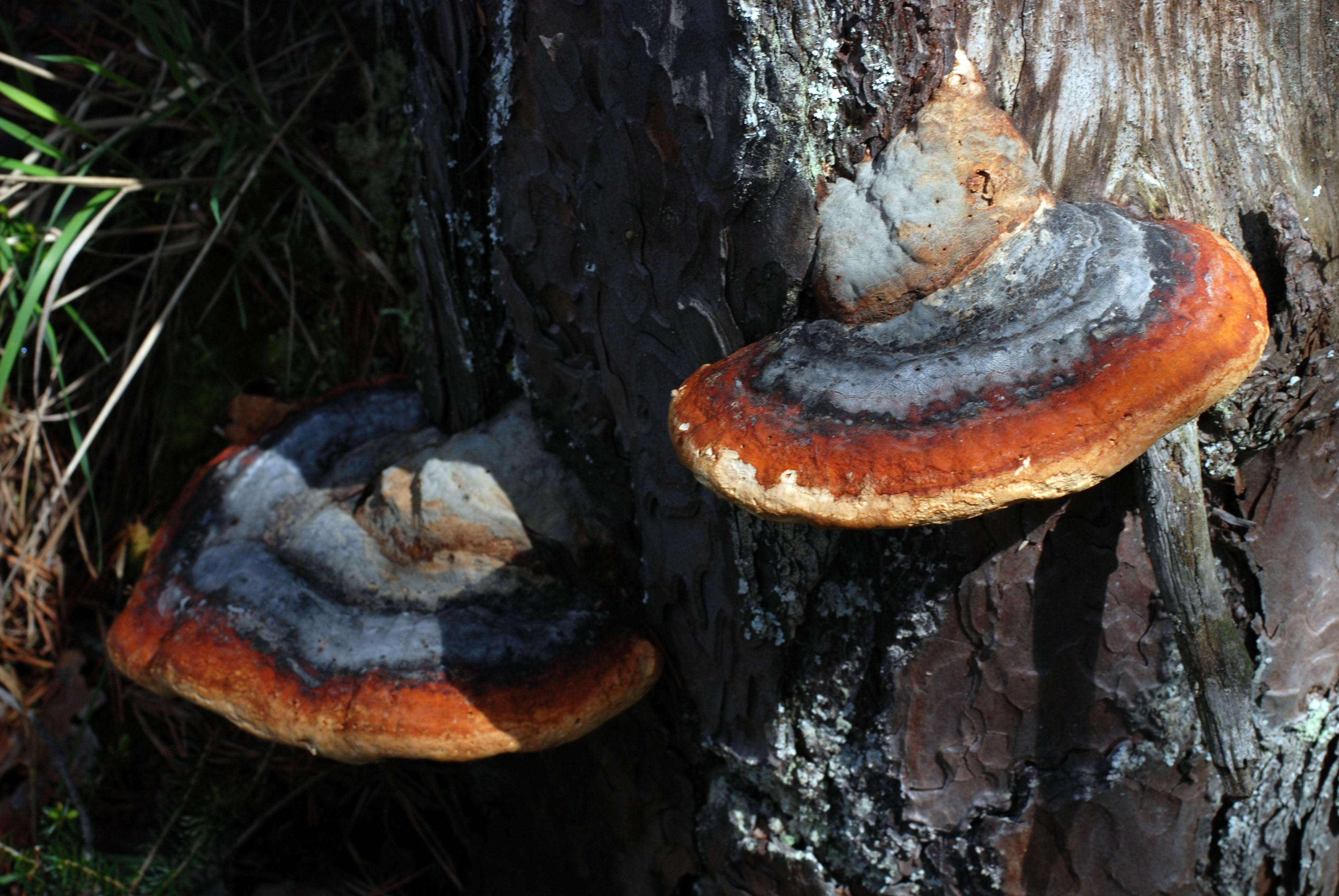
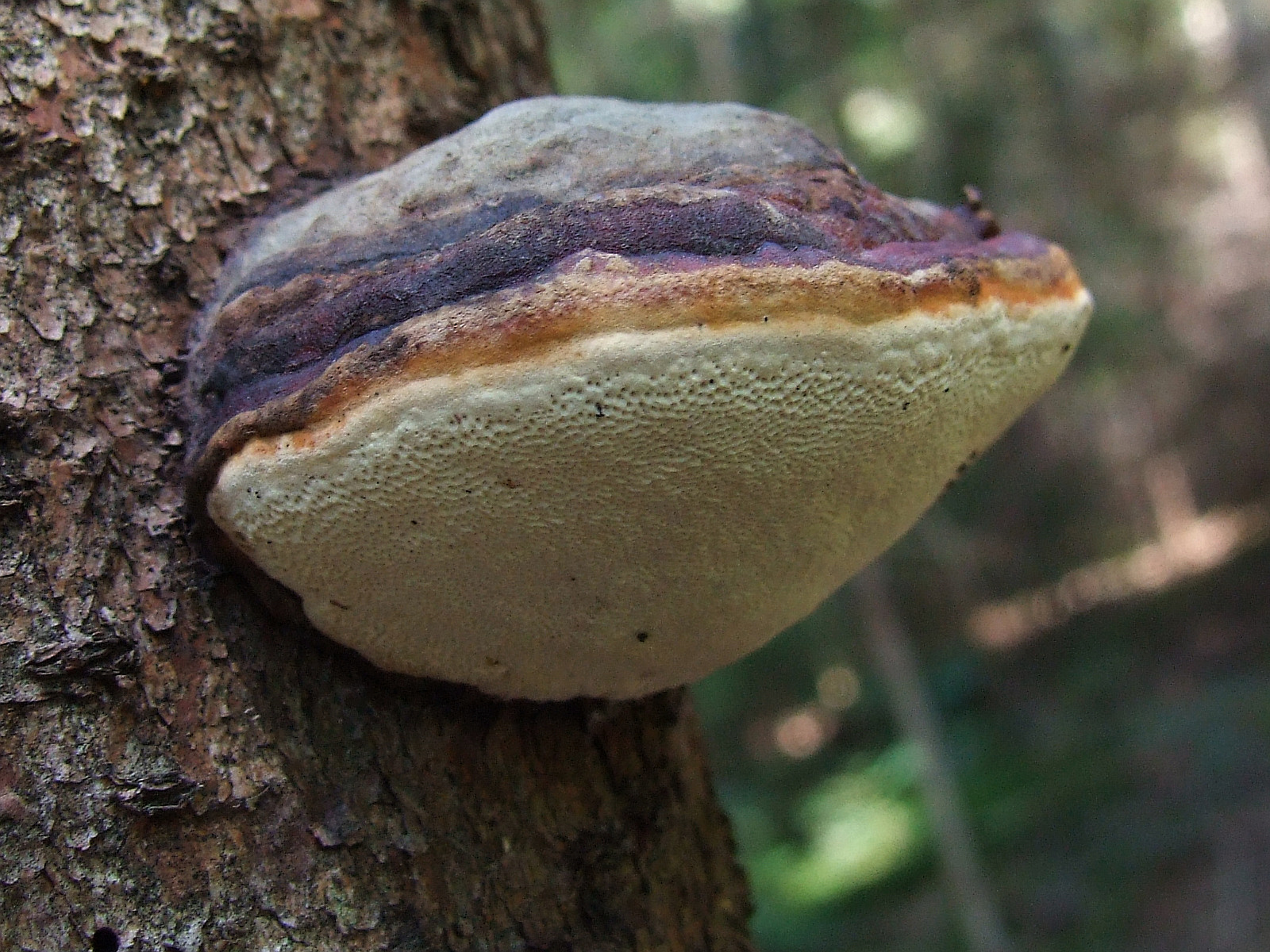
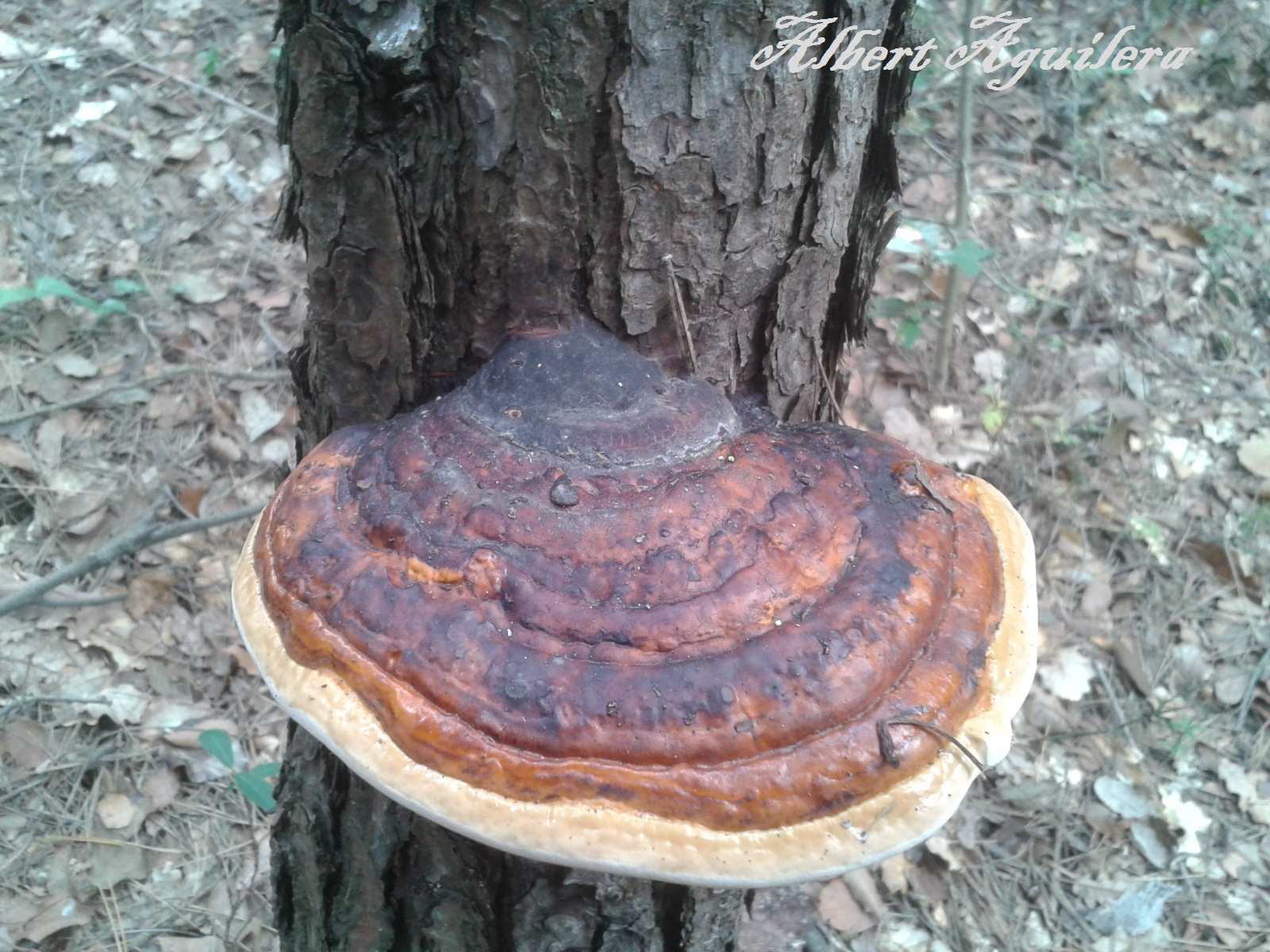
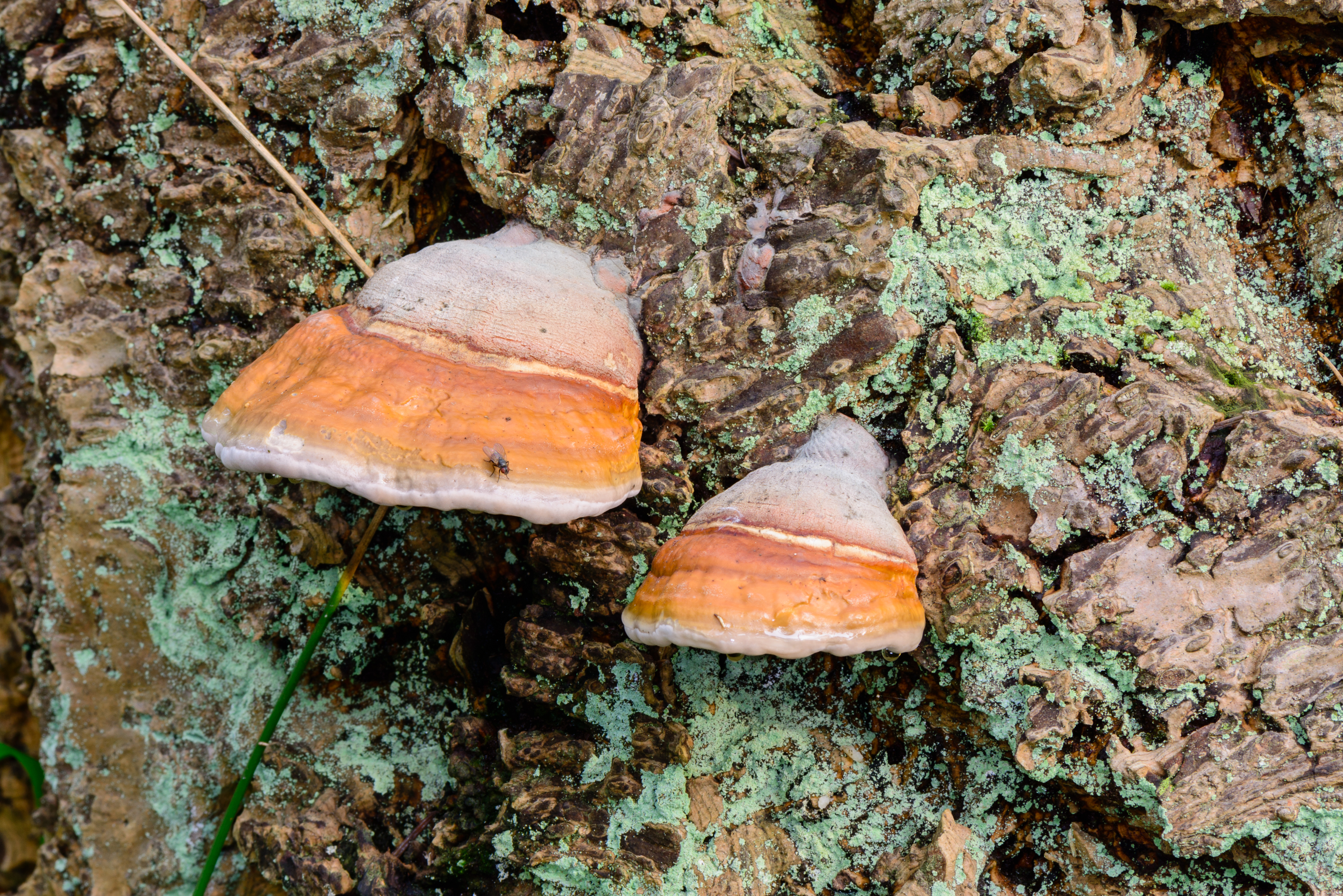
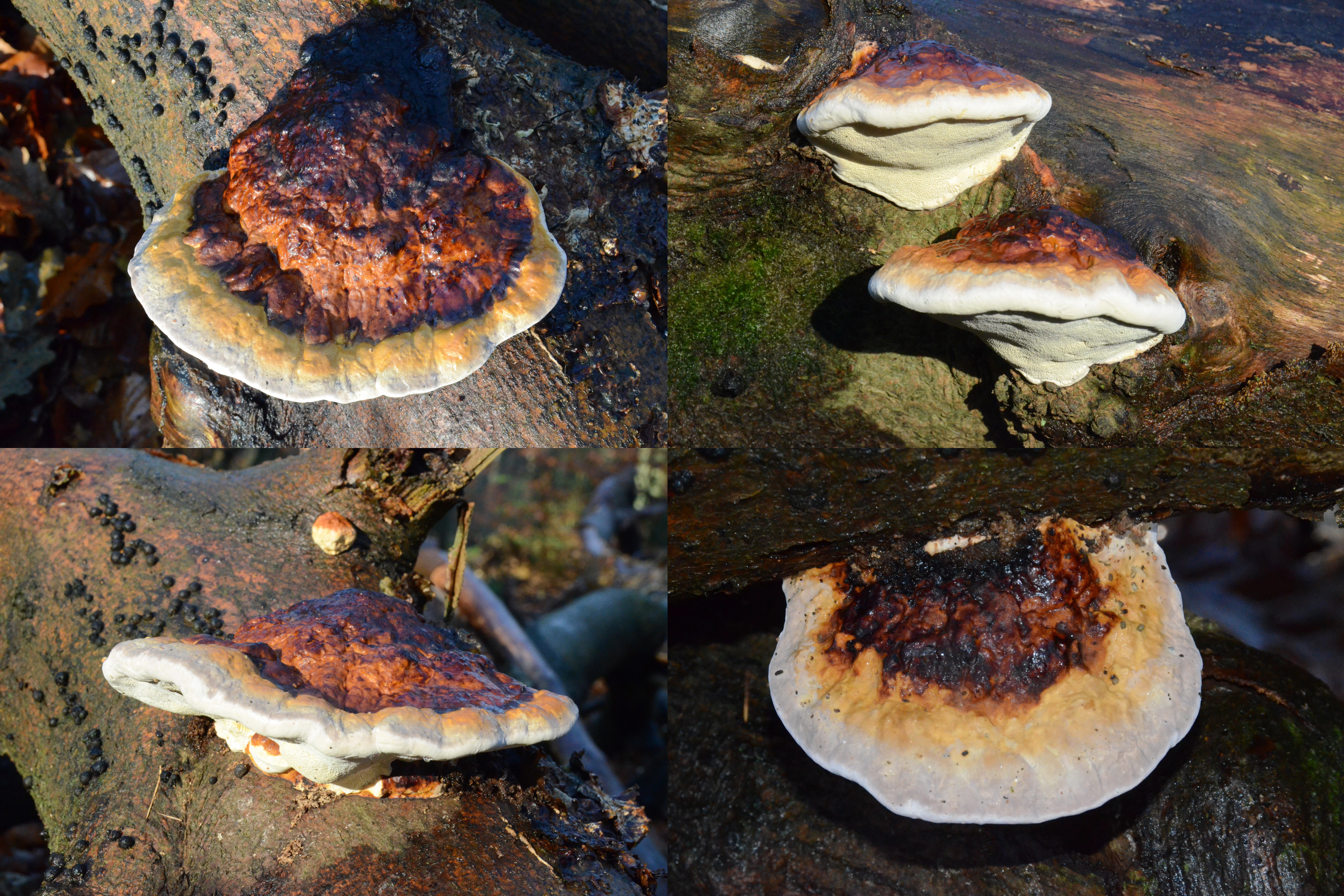

Nem ehető. 